# Tienda Windows Phone
Windows Phone Store (anteriormente Windows Phone Marketplace en Windows Phone 7) es un servicio de Microsoft para Windows Phone. En su plataforma web se pueden descargar aplicaciones como juegos, utilitarios y buscar cualquier tipo de contenidos. Fue lanzada el 21 de octubre de 2010 a un año del lanzamiento de Windows 7. A diciembre de 2013 la tienda en línea ha superado la barrera de las 560.000 aplicaciones. Fue sustituida por la Microsoft Store, al ser sustituido también Windows Phone 8.1 por Windows 10 Mobile.

## Juegos y aplicaciones
Los usuarios pueden descargar juegos y aplicaciones de la Windows Marketplace, además de usar una cuenta Xbox Live para las aplicaciones con celular usuario.

## Restricción de contenidos y aplicaciones
En Windows Marketplace se censuraron aplicaciones con contenido sexual y pornográfico.
Se bloquean contenidos con desnudos, violencia y prostitución.